# Двести пятьдесят карбованцев
Двести пятьдесят карбованцев  (укр. Двісти п'ятдесят карбованців) — номинал денежных купюр:
- выпускавшихся Украинской Народной Республикой в 1919 году;
- изготовленных, но не выпущенных в обращение Национальным банком Украины в 1991 году.

## Банкнота 1919 года
Банкнота выпущена в августе 1919 года Директорией Украинской Народной Республики. Печаталась в Каменце-Подольском.
На лицевой стороне — надписи «Украинская держава», «знак Государственного казначейства» на фоне растительного орнамента: в центре банкноты — трезубец. Слева и справа от него номинал цифрами.
На оборотной стороне — трезубец, номинал, информация Государственного казначейства на фоне растительного орнамента.

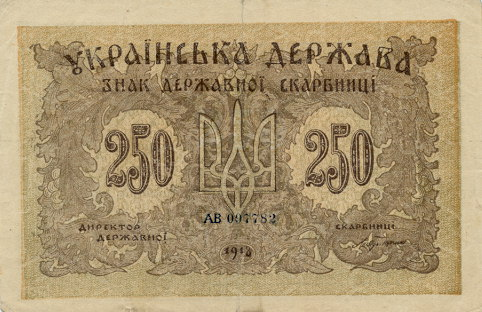
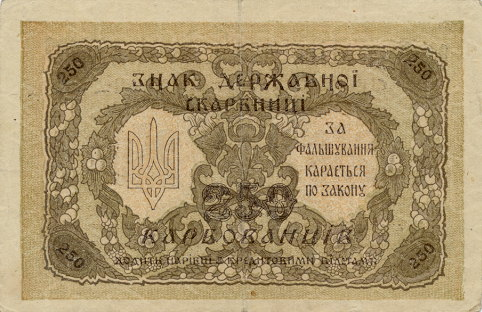

## Банкнота 1991 года
Банкноты номиналом 250 карбованцев были изготовлены на Специальной банковской типографии во Франции в 1991 году.
Банкноты печатались на белой бумаге. Размер банкнот составлял: длина 105 мм, ширина — 53 мм. Водяной знак — «паркет».
На аверсной стороне банкноты в центральной части слева размещено скульптурное изображение Лыбеди с Памятного знака в честь основания Киева. С правой стороны на банкноте содержатся надписи Украина, Купон, 250 карбованцев, Национальный банк Украины и год выпуска — 1991.
На оборотной стороне банкноты размещено гравюрное изображение Софийского собора в Киеве и в каждом из углов обозначен номинал купюры. Преобладающие цвета на обеих сторонах — 8 разновидностей цветов:
красный, оранжевый, коричневый,
оливковый, бирюзовый, голубой,
синий, фиолетовый.
Банкнота не введена в обращение.